# ۵۵ سال، ۸۵ فستیوال

۵۵ سال ۸۵ فستیوال (تاریخ خاطرات سینمای ایران)، اثر بهمن مقصودلو، پژوهشگر، مستندساز و منتقد برجسته، سفری شخصی و حرفه ای به دنیای فستیوال های سینمایی جهان از ۱۹۷۰ تا ۲۰۲۵ را روایت می کند. او که در این ۵۵ سال در بیش از ۸۵ فستیوال به عنوان مهمان، داور، سخنران، کارگردان، تهیه کننده یا شرکت کننده حضور داشته، با نگاهی موشکافانه و خاطراتی زنده، تصویری نزدیک و دست اول از تحولات سینمای جهان و حضور سینمای ایران در عرصه های بین المللی ارائه می دهد. 
«۵۵ سال، ۸۵ فستیوال» ترکیبی است از تاریخ، خاطره و تحلیل، و پلی میان تجربه ی شخصی و‌ تاریخ معاصر سینما. این کتاب نه تنها برای دوستداران سینما، که برای همه ی علاقمندان به فرهنگ معاصر اثری خواندنی و ارزشمند خواهد بود. 

1. ↑  https://www.30book.com/book/179487/%DA%A9%D8%AA%D8%A7%D8%A8-55-%D8%B3%D8%A7%D9%84-85-%D9%81%D8%B3%D8%AA%DB%8C%D9%88%D8%A7%D9%84-%D8%A7%D8%AB%D8%B1-%D8%A8%D9%87%D9%85%D9%86-%D9%85%D9%82%D8%B5%D9%88%D8%AF-%D9%84%D9%88-%D9%86%D8%A7%D8%B4%D8%B1-%DA%AF%D8%B3%D8%AA%D8%B1%D9%87